# Bulimielernen
Unter dem Begriff Bulimielernen (auch Bulimie-Lernen, Bulimie-Learning, bulimisches Lernen oder Lernbulimie genannt) versteht man das kurzfristige Auswendiglernen von Fakten, Formeln, Sachverhalten, Wissen etc. für eine Prüfung, Klausur, Klassenarbeit oder einen Test, das man relativ kurze Zeit danach wieder vergisst und dadurch mangels Übung und tiefgreifenderen Verständnis meist nicht auf ähnliche Probleme anwenden kann. Mit dieser Lernmethode ist es zwar möglich, zu bestehen, der tatsächliche langfristige Lerneffekt ist jedoch gering bis gar nicht vorhanden. Es wird also primär das Kurzzeitgedächtnis anstatt des Langzeitgedächtnisses gefördert. Dieses Grundkonzept vom Lernen in der Schule existiert laut dem Schulleiter Dani Burg seit 150 Jahren.

## Herkunft, Verbreitung und Gründe
Der Begriff ist angelehnt an die Essstörung Bulimie, bei der die betroffene Person, wenn sie Hunger hat, isst und kurze Zeit danach das Gegessene wieder erbricht.
Bulimielernen kommt besonders häufig vor Prüfungssituationen an Schulen, Fernkursen und Universitäten vor. Um neues Wissen schnell lernen zu können, greifen Lernende oft auf Internetseiten und Webvideos zurück (Crashkurs) und bleiben dabei meist passive Lerner. Dies hat zur Folge, dass sich Lernende aufgrund der für sie geringen Bedeutung eines Themas abseits der Note nicht tiefgründig und kritisch mit diesem auseinandersetzen. Besonders gefährdet sind Schüler in jungen Jahren mit einer hohen Merkfähigkeit oder Hochbegabung, die keine Notwendigkeit im regelmäßigen Wiederholen des Lernstoffs sehen. Weitere häufige Gründe sind Prokrastination (Aufschiebung des Lernstoffes) beim Lernen und damit verbundener Zeitmangel. Druck, der zum Bulimielernen beiträgt, kann ebenfalls durch zu hohe Erwartungen der Eltern und mangelndes Verständnis oder Wissen über lebenslanges Lernen verstärkt werden.
Bundesschulsprecher Felix Wagner ist der Meinung, dass ein Schüler die Sinnhaftigkeit hinter dem, was er lernt, sehen muss, um den Lernstoff auch über einen längeren Zeitraum hinweg noch im Kopf zu behalten. So gaben bei einer Umfrage der Bundesschülervertretung Österreich mit 4.500 Oberstufenschülern und -schülerinnen 87 % der Schüler an, dass sie den in ihrer Schule vermittelten Lehrstoff nicht für sinnvoll halten. 50 % der Schüler gaben an, dass sie sich durch ihren Schulalltag demotiviert fühlen. 50 % gaben an, dass sie die Schule als gute Vorbereitung auf den weiteren Bildungs- und Lebensweg empfinden und 63 % der Schüler gaben an, das Gelernte kurz nach der Prüfung nicht mehr zu wissen. „Wenn ich die Sinnhaftigkeit dessen, was ich erlerne, nicht sehe, dann werde ich auch nicht versuchen, den Stoff lange zu behalten. Sinnvolles und effizientes Lernen sieht anders aus“, meint Wagner.

## Kritik
Es wird oft kritisiert, dass das verschulte Studium nach dem Bologna-Prozess und die Schule, vor allem mit Abitur nach der zwölften Jahrgangsstufe, Bulimielernen für das Bestehen erfordert.
Bulimielernen kann bei Zeitnot und zu wenig Pausen zu Stress, Schlaf- und Angststörungen und schlechteren Gedächtnisleistungen wie beispielsweise einem Blackout führen.
Kritisiert wird außerdem, dass beim Bulimielernen üblicherweise nicht fürs Leben oder aus Interesse an dem Lernstoff gelernt wird, sondern nur für die Note und den damit verbundenen Status. Ebenfalls ginge es dabei nach Meinung von Kritikern mehr um die Selektion von Lernenden für den Arbeitsmarkt nach ihrer Merkfähigkeit, als die individuelle Förderung, die auf die Verschiedenheit und Wünsche der Lernenden angepasst ist. Damit steht Bulimielernen im Kontrast zu dem humboldtschen Bildungsideal.
Auswendiglernen und reine Reproduktion von Fakten, Formeln, Sachverhalten, Wissen etc., wie es die meisten staatlichen Schulen fordern, sei in den Augen vieler Kritiker in Zeiten der schnellen Informationsbeschaffung durch das Internet nicht mehr zeitgemäß und arte nicht zuletzt auf Grund mangelnden Interesses seitens der Schüler und Zeitdruck meist in Bulimielernen aus. In heutiger Zeit stünden stattdessen laut Meinung vieler Eltern vielmehr Kompetenzen, Fähigkeiten sowie die Förderung der Kreativität für das spätere Berufsleben als Lernziel im Vordergrund.
Viele Psychologen, Bildungs- und Hirnforscher, die sich mit der Frage nach besserer Bildung beschäftigen, glauben, dass Schüler viel mehr wissen könnten, wenn sie weniger Stoff zu lernen hätten, weil durch den vielen Stoff in immer kürzerer Zeit das meiste vergessen und oft, ob bewusst oder unbewusst, zum Bulimielernen als primäre Lernmethode gegriffen wird.
Der Professor für Betriebswirtschaftslehre, Medienmanagement und Kommunikation an der Dualen Hochschule Baden-Württemberg Gerald Lembke ist der Meinung, dass das heutige Bildungssystem nicht den Anforderungen der zukünftigen Lebens- und Arbeitswelt gerecht wird und stattdessen Schüler auf eine alte Zeit ausbilde. Dadurch sähen viele Schüler keinen Sinn darin, den zu lernenden Stoff zu verstehen und lernen ihn lediglich für Prüfungszwecke auswendig, was ebenfalls das Bulimielernen fördert.
Durch das Vergessen der Lerninhalte und die fehlende Flexibilität sowie fehlender Lerntransfer kann es ebenfalls zum Werteverfall der Qualifikationen und des Bildungsgrades kommen. So kann Bulimielernen auch zum Bildungsverfall beitragen, der in Verfahren wie den PISA-Studien gemessen wird. Durch den vergessenen Stoff fehlen den Lernenden im Laufe ihre Bildung wichtige Grund- und Vorkenntnisse und es kommt zu Verständnisschwierigkeiten bei neuem Stoff, der auf dem alten basiert.
Der Psychologe Thomas Städtler kritisiert, dass immer mehr Stoff in den Lehrplänen landet, ohne dass dabei alter Stoff ausgemistet wird, was ebenfalls dafür sorge, dass immer häufiger Bulimielernen zum Bestehen der Schule nötig werde. Er fordert in seinem Buch Die Bildungshochstapler: Warum unsere Lehrpläne um 90 % gekürzt werden müssen eine Kürzung der Lehrpläne um mindestens 90 %.
Durch ein regelmäßiges Lernen soll die Arbeitsleistung außerhalb von Prüfungsphasen wie beispielsweise im Unterricht höher sein.
Der Hirnforscher Gerhard Roth kritisiert das Schulsystem und die Art der Wissensvermittlung in seinem Buch Bildung braucht Persönlichkeit – Wie Lernen gelingt. „Alle Überprüfungen des Wissens, das junge Menschen fünf Jahre nach Schulabschluss noch besitzen“, zeigten, dass „das Schulsystem einen Wirkungsgrad besitzt, der gegen null strebt“. Schüler vergäßen neu Gelerntes auf Grund fehlerhafter Wissensvermittlung schnell wieder. Damit Schüler Gelerntes länger im Kopf behalten, „müssen wir uns von dem Wahn verabschieden, möglichst viel Stoff in kürzester Zeit in die Schülerhirne zu trichtern“, denn „weniger Stoff, der systematisch wiederholt wird, wird effektiver gespeichert.“
Auch der Neurobiologe Gerald Hüther kritisiert, dass Abiturienten bereits zwei Jahre nach ihrem Abitur nur noch 10 % von dem, was sie in der Schule gelernt haben, wüssten. Seiner Ansicht nach müssen 100 % angestrebt werden. Dies soll erreicht werden, indem man Schüler stärker von ihren Interessen statt von kultusministeriellen Vorgaben leiten lässt.
Der Bildungskritiker und Philosoph Richard David Precht äußert sich in seinem Buch Anna, die Schule und der liebe Gott: Der Verrat des Bildungssystems an unseren Kindern kritisch über das heutige Schulsystem und fordert im Gegensatz zu einigen anderen Kritikern eine neue Bildungsrevolution statt -evolution. Seiner Meinung nach wird im heutigen Schulsystem zu viel Zeit mit dem Auswendiglernen von Fakten und Wissen verschwendet, was meist in Bulimielernen ausarte.
Auch einige Privat- und nichtstaatliche Schulen wie beispielsweise Waldorf- und Maria-Montessori-Schulen versuchen teilweise, alternative Lernmethoden anzuwenden.